# Davy Dubbeldam
Davy Dubbeldam (Sluiskil, 25 maart 1972) is een Nederlands voormalig wielrenner.

## Overwinningen
1996
- Eindklassement Triptyque des Monts et Châteaux
- Omloop Houtse Linies
- 6e etappe Teleflex Tour

1999
- 2e etappe en eindklassement Giro del Capo
- 7e etappe Ronde van Nedersaksen